# Chip 'n' Dale: Park Life
Chip 'n' Dale: Park Life (Chip y Dale: La vida en el parque en Hispanoamérica; Chip y Chop: Vida en el parque en España) es una serie de televisión animada basada en los personajes Chip y Dale. La serie se estrenó en Disney+ el 28 de julio de 2021, y es coproducida por The Walt Disney Company France y Xilam . A diferencia de otras serie del personaje, la serie no es verbal, similar a otros programas producido por Xilam.

## Reparto y personaje
- Matthew Géczy como Chip
- Kaycie Chase como Dale
- Bill Farmer como Pluto
- Sylvain Caruso como Pato Donald
- David Gasman como Beagle Boys

## Episodios
| Temporada | Temporada | Episodios | Estrenó original    | Estrenó original      |
| Temporada | Temporada | Episodios | Comienzo            | Final                 |
| --------- | --------- | --------- | ------------------- | --------------------- |
|           | 1         | 12        | 28 de julio de 2021 | 13 de octubre de 2021 |

### Temporada 1 (2021)
| Serie # | Temp. # | Título                     | Estreno original         | Código |
| --- | ------- | -------------------------- | ------------------------ | ------ |
| 1a | 1a      | «Thou Shalt Nut Steal»     | 28 de julio de 2021      | 101    |
| Dale toma unas bellotas de carrito de vendedores, protegido por Pluto para alimentarse a sí mismo y a Chip, solo para Chip se dé cuenta de que acaban de quitarle comida a los cachorros de Pluto, Pluto los persigue por robar las bellotas. |         |                            |                          |        |
| 1b | 1b      | «The Baby Whisperer»       | 28 de julio de 2021      | 101    |
| Chip y Dale se unen con unos bebes en el parque infantil, pero Chip tiene dificultades para vincularse con un bebé particularmente enojado a un bebé vestido con un mono de unicornio, lo que provoca accidentalmente una estampida de bebés en el proceso.                                                                                       |         |                            |                          |        |
| 1c | 1c      | «It Takes Two to Tangle»   | 28 de julio de 2021      | 101    |
| Chip y Dale accidentalmente se tejen sus colas. Cuando Chip hacer su ejercicio diario y limpia con Dale todavía atado, Dale intentar deshacer el tejido, pero no lo logran, lo que llevar a Chip a creer que Dale ya no lo quiere. |         |                            |                          |        |
| 2a | 2a      | «The Whole Package»        | 4 de agosto de 2021      | 102    |
| Chip se obsesiona con obtener un rompenueces de un casillero de entrega, mientras que Dale se deleita con el contenido. |         |                            |                          |        |
| 2b | 2b      | «Bird Brains»              | 4 de agosto de 2021      | 102    |
| Las buenas intenciones de Chip hacen que termine siendo desterrado del parque por un Dale muy sospechoso. |         |                            |                          |        |
| 2c | 2c      | «Acorn in My Side»         | 4 de agosto de 2021      | 102    |
| Chip no puede alcanzar una bellota misteriosa que se vuelve siniestra y posiblemente sobrenatural y queda hipnotizado engañándolo para tratar de recuperarlo de una rama peligrosa de la que Dale trató de mantenerlo alejado y ahora ambos deben tratar de salvarse de la inquietante.                                                           |         |                            |                          |        |
| 3a | 3a      | «The Jungle»               | 11 de agosto de 2021     | 103    |
| Mientras intentan recuperar una fruta que un par de conejos perdieron mientras jugaban, Chip y Dale se pierden en un arbusto que parece una jungla por dentro. |         |                            |                          |        |
| 3b | 3b      | «The Flight»               | 11 de agosto de 2021     | 103    |
| Chip usa a Dale para probar diferentes formas de llegar volando a un cerezo plantado en el techo de un edificio más alejado del parque. |         |                            |                          |        |
| 3c | 3c      | «Deep Dive»                | 11 de agosto de 2021     | 103    |
| Chip y Dale se sumergen en las profundidades del estanque de agua para obtener una bellota dorada gigante que dejaron caer, mientras Chip intenta sumergirse en su mente en busca de soluciones. |         |                            |                          |        |
| 4a | 4a      | «A Nut You Can't Refuse»   | 18 de agosto de 2021     | 104    |
| Chip soborna a Dale con nueces para que haga las tareas del hogar, pero se endeuda con la mafia del parque para conseguir más nueces. |         |                            |                          |        |
| 4b | 4b      | «Chipmunks Away»           | 18 de agosto de 2021     | 104    |
| Chip y Dale deciden irse de vacaciones, pero la insistencia de Chip por encontrar un lugar perfecto termina molestando a Dale. |         |                            |                          |        |
| 4c | 4c      | «Ruff Justice»             | 18 de agosto de 2021     | 104    |
| Chip usa el megáfono de una mujer policía para ahuyentar a los malos, pero termina teniendo problemas con Butch, quien le ha robado el hueso a Pluto. |         |                            |                          |        |
| 5a | 5a      | «Dog in the House»         | 25 de agosto de 2021     | 105    |
| Pluto queda atrapado en el árbol de Chip y Dale y Dale se enamora de él, lo que pone celoso a Chip. |         |                            |                          |        |
| 5b | 5b      | «Cone Alone»               | 25 de agosto de 2021     | 105    |
| Dale decide usar un cono callejero para engañar a Chip, que está enfermo, para poder mimarlo como a los cachorros de Plutón, pero pronto comienza a arrepentirse de su decisión de la manera más difícil después de enterarse de cómo se miman las ardillas listadas en cono.                                                                     |         |                            |                          |        |
| 5c | 5c      | «Highway to Hugs»          | 25 de agosto de 2021     | 105    |
| Dale toma ejemplos de una fiesta de cumpleaños organizada por un par de motociclistas para que un Chip ocupado lo abrace, pero es en vano. |         |                            |                          |        |
| 6a | 6a      | «The Hazelnut King»        | 1 de septiembre de 2021  | 106    |
| Mientras intentaban robar una avellana de un pastel de cumpleaños custodiado por Pluto, Chip y Dale quedaron atrapados en un castillo inflable y Dale cree que él es el único rey del castillo hinchable, por lo que se vuelve codicioso y se queda con la nuez para él solo.                                                                     |         |                            |                          |        |
| 6b | 6b      | «Egg Baby»                 | 1 de septiembre de 2021  | 105    |
| Chip se da cuenta de que es muy débil, pero un robot luchador de juguete a control remoto que se encuentra en el solar lo convierte en el más fuerte del parque, lo que hace que Dale se sienta usurpado. |         |                            |                          |        |
| 6c | 6c      | «Mega Muscle Chip»         | 1 de septiembre de 2021  | 105    |
| En un intento por mantenerse calientes, Chip y Dale tratan de vincularse con los patitos para protegerse del duro invierno usando disfraces. Mientras que Dale encaja, Chip tiene dificultades para unirse a ellos y sigue siendo expulsado. |         |                            |                          |        |
| 7a | 7a      | «Struggling Duckling»      | 8 de septiembre de 2021  | 107    |
| Chip y Dale se convierten en los matones de la mafia del parque cuando salvan a su líder de una aspiradora de hojas y se divierten con una araña convertida en arma. |         |                            |                          |        |
| 7b | 7b      | «Friends of the Family»    | 8 de septiembre de 2021  | 107    |
| Chip y Dale se convierten en los matones de la mafia del parque cuando salvan a su líder de una aspiradora de hojas y se divierten con una araña convertida en arma. |         |                            |                          |        |
| 7c | 7c      | «Top Dog»                  | 8 de septiembre de 2021  | 107    |
| Dale derrota a Pluto y Butch en un concurso de perros para poder comer las golosinas para perros que vienen con el trofeo, haciéndolo sentir y actuar como un perro para Chip y Pluto pierde su identidad en el proceso, pero su espíritu se reaviva cuando Butch captura a Chip. y Dale y lo vuelve a desafiar.                                  |         |                            |                          |        |
| 8a | 8a      | «The Ghost»                | 15 de septiembre de 2021 | 108    |
| Después de ser accidentalmente pasado por alto y pintado de blanco en la calle mientras todos lo dan por muerto, Dale usa a Chip para hacerle una broma a Butch (quien los estaba persiguiendo antes de que Dale fuera pintado de blanco y a quien Chip le echa la culpa de la "muerte" de Dale), haciendo que el perro creer que es un fantasma. |         |                            |                          |        |
| 8b | 8b      | «The Imperfect Crime»      | 15 de septiembre de 2021 | 108    |
| Un micrófono intenta captar el sonido de la ardilla listada y termina perdiendo su cubierta, eso hace que Chip y Dale crean que accidentalmente mataron a otra ardilla listada, por lo que intentan ocultárselo a todos. |         |                            |                          |        |
| 8c | 8c      | «Nut Soup»                 | 15 de septiembre de 2021 | 108    |
| Chip y Dale compiten para impresionar a los residentes del parque con la mejor sopa que hayan probado y amado. |         |                            |                          |        |
| 9a | 9a      | «The Unusual Nutspects»    | 22 de septiembre de 2021 | 109    |
| Chip encuentra dos bellotas con la forma de él y Dale por lo que decide ponerlas como adorno especial, pero cuando desaparecen misteriosamente, él y Dale intentan encontrar al culpable entre los sospechosos de la escena: Clarice, Pluto y la mafia del parque. líder.                                                                         |         |                            |                          |        |
| 9b | 9b      | «An Evening with Clarice»  | 22 de septiembre de 2021 | 109    |
| Dale se enamora perdidamente del estilo de vida de Clarice y la invita a cenar. Mientras Dale se divierte, Chip se asusta por sus modales. |         |                            |                          |        |
| 9c | 9c      | «Craft Craze»              | 22 de septiembre de 2021 | 109    |
| Cuando Chip destruye accidentalmente la casa mientras monta una imagen, hiriéndose en el proceso, Dale intenta arreglar la casa por sí mismo usando la caja de herramientas de Chip mientras se molesta por la ayuda no deseada (y peligrosa) de Chip.                                                                                            |         |                            |                          |        |
| 10a | 10a     | «Too Late to Hibernate»    | 29 de septiembre de 2021 | 110    |
| Mientras busca un poco de privacidad, Dale intenta hacerle creer a Chip que ha llegado el invierno y necesita hibernar. |         |                            |                          |        |
| 10b | 10b     | «Sorry Nut Sorry»          | 29 de septiembre de 2021 | 110    |
| Al romper accidentalmente su teléfono inteligente, Chip decide culpar a un Dale descuidado sin pruebas. |         |                            |                          |        |
| 10c | 10c     | «Never Trust a Sausage»    | 29 de septiembre de 2021 | 110    |
| Buscando un sofá nuevo, Chip y Dale quieren comprar un juguete de la venta de garaje de Pluto, pero cuando huelen la salchicha que Pluto quiere a cambio, se produce la hilaridad. |         |                            |                          |        |
| 11a | 11a     | «Night of the Pizza Moon»  | 6 de octubre de 2021     | 111    |
| Chip sigue a Clarice a la gran ciudad para averiguar dónde obtiene más comida que él y Dale, pero sus planes se tuercen cuando Dale se obsesiona locamente con las pizzas y se pelea con un Beagle Boy que acaba de robar una pizza. |         |                            |                          |        |
| 11b | 11b     | «Who's Your Granny?»       | 6 de octubre de 2021     | 111    |
| El líder de la mafia engaña a Chip y Dale para que se muden de su casa y le den espacio a su madre. Los tiernos modales de la abuela ardilla conmueven a Dale, mientras que Chip intenta hacer todo lo posible para sacarla de su hogar para siempre.                                                                                             |         |                            |                          |        |
| 11c | 11c     | «Summer Sidekick Syndrome» | 6 de octubre de 2021     | 111    |
| Durante sus vacaciones de verano, Chip ayuda a los otros animales a mantenerse felices usando a Dale como su compañero, pero este último insiste en que Chip debe hacer todo por sí mismo y la búsqueda para sacar una bolsa de aluminio termina en un desastre.                                                                                  |         |                            |                          |        |
| 12a | 12a     | «Delivery Duck»            | 13 de octubre de 2021    | 112    |
| Las ardillas descubren la maravilla de la entrega de alimentos, lo que molesta a Donald, siempre que lleve la comida a su casa en el árbol y evite a los Beagle Boys. |         |                            |                          |        |
| 12b | 12b     | «Dark in the Park»         | 13 de octubre de 2021    | 112    |
| Cuando Donald se queda varado en el parque por la noche, Chip y Dale intentan ponerlo a salvo de una multitud de mapaches hambrientos que rondan el parque en la oscuridad y buscan la comida de Donald. |         |                            |                          |        |
| 12c | 12c     | «Choppin' Dale»            | 13 de octubre de 2021    | 112    |
| Dale obtiene accidentalmente los poderes de una motosierra y comienza a trabajar con Donald para cortar los árboles viejos del parque, mientras que Chip obtiene ganancias vendiendo refugio a los animales que perdieron sus hogares en el proceso.                                                                                              |         |                            |                          |        |

## Recepción
Según la reseñas del agregado de Rotten Tomatoes, la serie  tiene un 80% según el tomatemetro. Kristy Puchko de IGN calificó la serie con un 8 sobre 10 y encontró que era una interpretación refrescante de Chip y Dale, al tiempo que elogió la animación y elogió el humor del programa.